# Bemlos minimus
Bemlos minimus är en kräftdjursart som först beskrevs av A. A. Myers 1977.  Bemlos minimus ingår i släktet Bemlos och familjen Aoridae. Inga underarter finns listade i Catalogue of Life.